# Erdőszakál
Erdőszakál (románul: Săcalu de Pădure) falu Romániában, Maros megyében.

## Története
1319-ben említik először Magiarzakal és Zaazzakal néven, tehát valószínű, hogy a középkorban vegyes magyar - szász falu volt. A középkorban azonban elpusztult a település, majd románokkal települt újra.
A trianoni békeszerződésig Maros-Torda vármegye Régeni felső járásához tartozott.

## Népessége
2002-ben 406 lakosa volt, ebből 394 román, 8 cigány és 4 magyar nemzetiségű.

## Vallások
A falu lakói közül 397-en ortodox, 5-en adventista, 2-en református hitűek és 1 fő római katolikus.